# Ellen Corby
Ellen Hansen Corby, född 3 juni 1911 i Racine i Wisconsin, död 14 april 1999 i Woodland Hills i Los Angeles, var en amerikansk skådespelare. Hon är mest känd för rollen som Esther "Grandma" Walton i TV-serien Familjen Walton (1972–1981), som resulterade i tre Emmy-vinster, för bästa kvinnliga biroll. Hon var även som filmskådespelare nominerad till en Oscar för bästa kvinnliga biroll och en Golden Globe i samma kategori, för rollen som Aunt Trina i Lyckliga stunder (1948).

## Filmografi i urval
- 1933 – Följ med oss till Honolulu (ej krediterad)
- 1934 – Det var två glada gesäller (ej krediterad)
- 1946 – Spiraltrappan (ej krediterad)
- 1946 – Livet är underbart (ej krediterad)
- 1947 – Jag såg honom först! (ej krediterad)
- 1948 – Lyckliga stunder
- 1949 – Unga kvinnor
- 1949 – Fantomen från Afrika (ej krediterad)
- 1950 – Kvinnor i fängelse
- 1950 – Hämndens timme
- 1951 – Parningstid
- 1952 – De stora träden
- 1953 – Mannen från vidderna
- 1954 – Sabrina
- 1955 – Mord på fel person
- 1958 – Studie i brott
- 1961 – Fickan full av flax
- 1964 – Hysch hysch, Charlotte!
- 1966 – Spion i trosor
- 1972–1981 – Familjen Walton (TV-serie)

### Webbkällor
- ”Ellen Corby - IMDb” (på engelska). Internet Movie Database (IMDb). http://www.imdb.com/name/nm0179289/. Läst 19 januari 2018.

### Fotnoter
1. 1 2  SNAC, SNAC Ark-ID: w6kq1znt, läs online, läst: 9 oktober 2017.[källa från Wikidata]
2. 1 2  Find a Grave, Find A Grave-ID: 6143, läs online, läst: 9 oktober 2017.[källa från Wikidata]